# Axel Gustafsson Oxenstierna

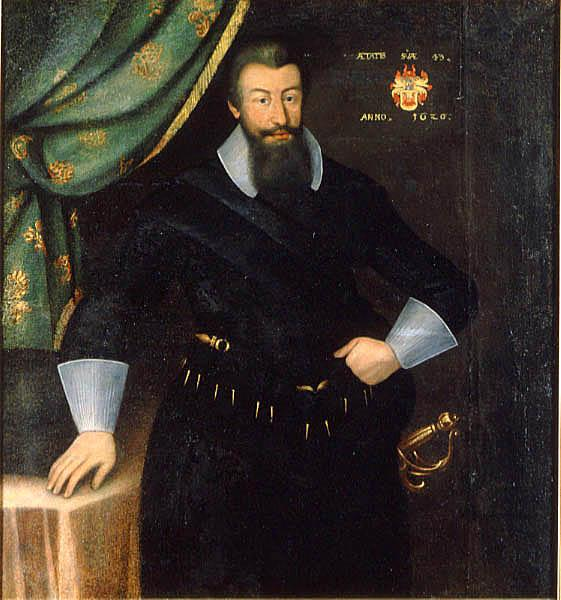
Axel Gustafsson Oxenstierna 1626-ban Jacob Heinrich Elbfas korabeli festményén

Axel Gustafsson Oxenstierna, 1645-től Södermöre grófja (Fånö, 1583. június 16. – Stockholm, 1654. augusztus 28.) svéd politikus, diplomata. Közel fél évszázadon keresztül, 1612–1654 között volt Svédország királyi kancellárja, 1632–1644 között a régenstanács elnöke, akinek politikai-diplomáciai tevékenysége nagymértékben meghatározta a korabeli Európa arculatát.

## Élete
Előkelő arisztokrata család sarjaként született a történelmi Uppland régióban, Gustaf Gabrielsson Oxenstierna (1551–1597) udvari tanácsos és Barbro Bielke (1556–1624) gyermekeként. Fivéreivel – köztük a később szintén államférfivá váló Gabriel Gustafsson Oxenstiernával (1587–1640) – együtt német egyetemeken, Rostockban, Jénában és Wittenbergben képezte magát. 1602-ben IX. Károly király udvarába került, kamarai tisztviselő lett, s szédítő gyorsasággal haladt felfelé a ranglétrán. 1606-ban mecklenburgi diplomáciai szolgálatba osztották be, 1609-ben pedig az uralkodó döntéseit segítő Királyi Tanács (Riksrådet) tagja lett. 
1612. január 6-án a kevéssel előbb, 1611 októberében trónra került tizenhét éves király, II. Gusztáv Adolf kancellárjává (rikskansler) nevezte ki Oxenstiernát. A király legközelebbi munkatársaként a svéd arisztokrácia, az oligarchák érdekeit képviselte a korona előtt, s a gyakran távol lévő, háborúskodással elfoglalt király állandó helyettese lett. Oxenstierna haladó gondolkodású reformernek bizonyult, hatékonyabbá tette az udvari adminisztráció működését, és óvatos átalakításokba kezdett a svéd diplomácia területén is. 1613. január 20-án az ő iniciatívái alapján írták alá a legnagyobb riválissal, Dániával a kalmari háborút lezáró knäredi (vagy knærødi) békét. Ugyancsak teljhatalmú megbízottként járt el a svéd–orosz ingriai háborút lezáró sztolbovói béke 1617. február 27-ei aláírásakor, melynek következményeként Svédország a Ladoga-tóig terjedő területeket szerzett. Érdemei elismeréseképpen II. Gusztáv Adolf 1622-ben Livónia, 1626-ban pedig a frissében meghódított Poroszország kormányzójává tette hű emberét. Oxenstierna minden diplomáciai tehetségét latba vetette a Lengyel–Litván Perszonálunióval végül 1629. szeptember 25-én megkötött altmarki egyezmény tárgyalásai során, s ennek eredményeként Svédország megtarthatta Livóniát és a Visztula torkolata körüli poroszországi hódításait. 1631-ben elkísérte a királyt németországi hadjáratára, amelynek célja a svéd sereg és a protestáns német fejedelmek erőinek egyesítése, s ezzel a harmincéves háború megnyerése volt. Miután II. Gusztáv Adolf 1632. november 16-án elesett a lützeni csatatéren, Oxenstierna fogta össze a svéd csapatokat, megelőzve ezzel a demoralizált hadsereg szétzüllését.
A király halála után leánya, a hatéves Krisztina került a trónra. Oxenstierna a királynő kiskorúsága idejére felállt, ötfős régenstanács jóformán teljhatalmú vezetője lett 1644-ig. Az elhunyt király akaratát érvényesítve 1633. április 23-án a francia király, XIII. Lajos és a protestáns német fejedelmek (a frank, sváb és rajnai rendek) bevonásával megalakította a heilbronni szövetséget, amelynek tulajdonképpeni vezetője is lett annak 1636-ig tartó fennállásáig. Az így egyesített protestáns erők azonban 1634. szeptember 6-án megsemmisítő vereséget szenvedtek a katolikus ligától Nördlingennél. Oxenstierna 1635-ben ugyan megerősítette a francia–svéd szövetséget, amely 1638-ig állt fent, de Svédország ezt követően már érdemben nem avatkozott be a háborúba. 1643-ban azonban Oxenstierna hadat üzent az országot dél felől fenyegető dán–norvég szövetségnek, s a viszályt lezáró 1645. augusztus 13-ai brömsebroi béke rendelkezései szerint Svédország megkapta Dániától Gotland és Ösel (ma Saaremaa) szigetét, Härjedalen és Jämtland tartományokat.
Időközben Oxenstierna belpolitikai téren is több intézkedést hozott. Az 1634-ben létrehozott, általa kezdeményezett svéd alkotmány megerősítette a királyi tanács és a régenstanács hatalmi helyzetét a rendi gyűléssel (Riksdag) szemben. 1636-ban létrehozta a svéd királyi postaszolgálatot. Javaslatára jött létre 1638-ban az Új Svédország Társaság (Nya Sverigekompaniet), amely a mai amerikai Delaware állam területén svéd telepesekkel létrehozta New Swedent. 1640-ben Oxenstierna megalapította a Turkui Egyetem elődjét, az Åbói Királyi Akadémiát (Regia Academia Aboensis).
Nagykorúsága elérésekor, 1644-ben Krisztina teljes jogú uralkodóként lépett a trónra. A királynő és kancellárja bel- és külpolitikai elgondolásai nagyban különböztek egymástól, így Oxenstierna visszaszorult a politikai hatalomból, befolyása csökkent. A harmincéves háborút lezáró, 1648. évi vesztfáliai békében Oxenstierna a béketárgyalásokon megjelenő fián, a diplomata Johan Axelsson Oxenstiernán keresztül még részben érvényesíthette elképzeléseit. Bár a királynővel való kapcsolata 1650 körül megjavult, a kancellár tényleges hatalmat többé már nem gyakorolt. Királyi kancellári címét ezzel együtt 1654. augusztus 28-án, hetvenegy éves korában bekövetkezett haláláig megtartotta. Posztján utódja kisebbik fia, Erik Axelsson Oxenstierna lett.

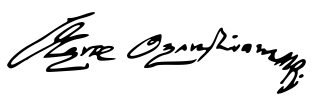
Axel Gustafsson Oxenstierna aláírása